# Nuragus
Nuragus è un comune italiano di 814 abitanti della città metropolitana di Cagliari, situato a circa 74 chilometri a nord di Cagliari.

## Geografia fisica

### Territorio
Il territorio del Comune di Nuragus si estende su circa 1.900 ettari, compresi i rilievi collinari di Marmilla ed i rilievi montuosi di Laconi, Nurallao e Isili. Per la maggior parte pianeggiante, comprende anche una piccola porzione delle pendici orientali della Giara di Gesturi.

## Origini del nome
Per l'origine del nome "Nuragus" sembra plausibile l'ipotesi del Casalis che lo vuole ricavato dalla molteplicità di nuraghi esistenti nel territorio. Ne sono stati censiti  trentanove (censimento del 2006 effettuato dai volontari dell'associazione Nura Onlus). Ma non è da escludere che l'origine potrebbe derivare dal grande complesso nuragico esistente fino al 1950 nella parte alta del paese, intorno al villaggio nuragico sono stati trovati molti reperti romani e medioevali, inoltre la chiesa più antica sorgeva vicino al nuraghe. Il villaggio che originariamente nasce intorno al nuraghe potrebbe aver preso il nome dal nuraghe stesso.

## Storia
L'area fu abitata già in epoca prenuragica e nuragica. Lo dimostra la presenza nel territorio di alcune necropoli e di numerosi nuraghi.
È difficile stabilire l'epoca in cui ebbe origine il paese di Nuragus, a causa della mancanza di documenti.
In assenza di prove certe, occorre fare ricorso alla tradizione, sempre viva presso i nuraghesi, che vuole il paese si sia formato dai superstiti della città romana di Valentia, capoluogo dei Valentini, ricordata nell'itinerario di Tolomeo, che, secondo alcuni scrittori, venne distrutta dai Vandali. 
Più verosimile sembra l'ipotesi che in seguito alla distruzione di Valentia, si formarono tante piccole ville e tra queste quella di Nuragus, dove i superstiti si raggrupparono nelle vicinanze del nuraghe Santu Stevuni, creando così il primo nucleo del paese che mantiene ancora la denominazione di Su Pinnatzu. In seguito, il paese si espanse e assorbì le popolazioni delle ville vicine che scomparvero.
Queste ipotesi sono avvalorate dalle numerose rovine presenti nella campagna nuraghese, in particolare presso Coni, Ruinas e Sant'Elia.
Nel Medioevo, appartenne al Giudicato di Arborea e fece parte della curatoria di Parte Valenza. 
Una testimonianza viene data da un decreto di papa Onorio III (1216-1227), con il quale venivano concessi all'arcivescovo di Oristano Torgotorio Demuro (1224-1253) privilegi per varie parrocchie, tra le quali quella di Nuragus con la chiesa di Santo Stefano (11 luglio 1224).
Il paese passò agli Aragonesi dopo la vittoria di Martino I d'Aragona contro gli Arborensi e i loro alleati Genovesi (battaglia di Sanluri), nel 1409. Sotto gli Aragonesi, il paese fu incorporato nella contea di Sanluri, creata nella prima metà del XV secolo e data in feudo a Giovanni De Sena. Successivamente, passò in possesso di Enrico di Enriquez, zio del re d'Aragona Ferdinando II. Dagli Enriquez, il feudo fu venduto ai Castelvì e da questi passò agli Aymerich; fu poi incorporato nel marchesato di Laconi. Il paese fu riscattato agli Aymerich nel 1839 con l'abolizione del sistema feudale.
Ai sensi della Legge Regionale n. 9 del 12 luglio 2001, che ha previsto l'istituzione delle nuove province sarde, il comune di Nuragus, che era in provincia di Nuoro, avrebbe dovuto essere aggregato alla neonata provincia del Medio Campidano. Con la successiva Legge Regionale n. 10 del 13 ottobre 2003, si stabilì invece che passasse a quella di Cagliari, di cui fece parte fino alla successiva riforma del 2016.

### Simboli
Per anni il comune di Nuragus ha utilizzato uno stemma non ufficiale disegnato dal pittore locale Marcello Demara. Nel 2021, dopo un sondaggio tra i cittadini, l'amministrazione comunale ha scelto il nuovo emblema che è stato presentato all'Ufficio araldico e concesso con decreto del presidente della Repubblica del 27 settembre 2021.
Il nuraghe Santu Millanu è il simbolo della tradizione, della cultura e della storia del paese.
Il gonfalone è un drappo di giallo.

## Monumenti e luoghi d'interesse

### Architetture religiose
Tra gli edifici di culto, si segnalano la chiesa parrocchiale di Santa Maria Maddalena e l'antica chiesa di Sant'Elia.

### Siti archeologici
Nonostante la contenuta estensione, l'agro di Nuragus, testimonia una ricchezza di reperti archeologici, primi tra essi i suoi molteplici nuraghi (circa 50), un pozzo sacro, le domus de Janas e la tomba megalittica di Ajodda. 

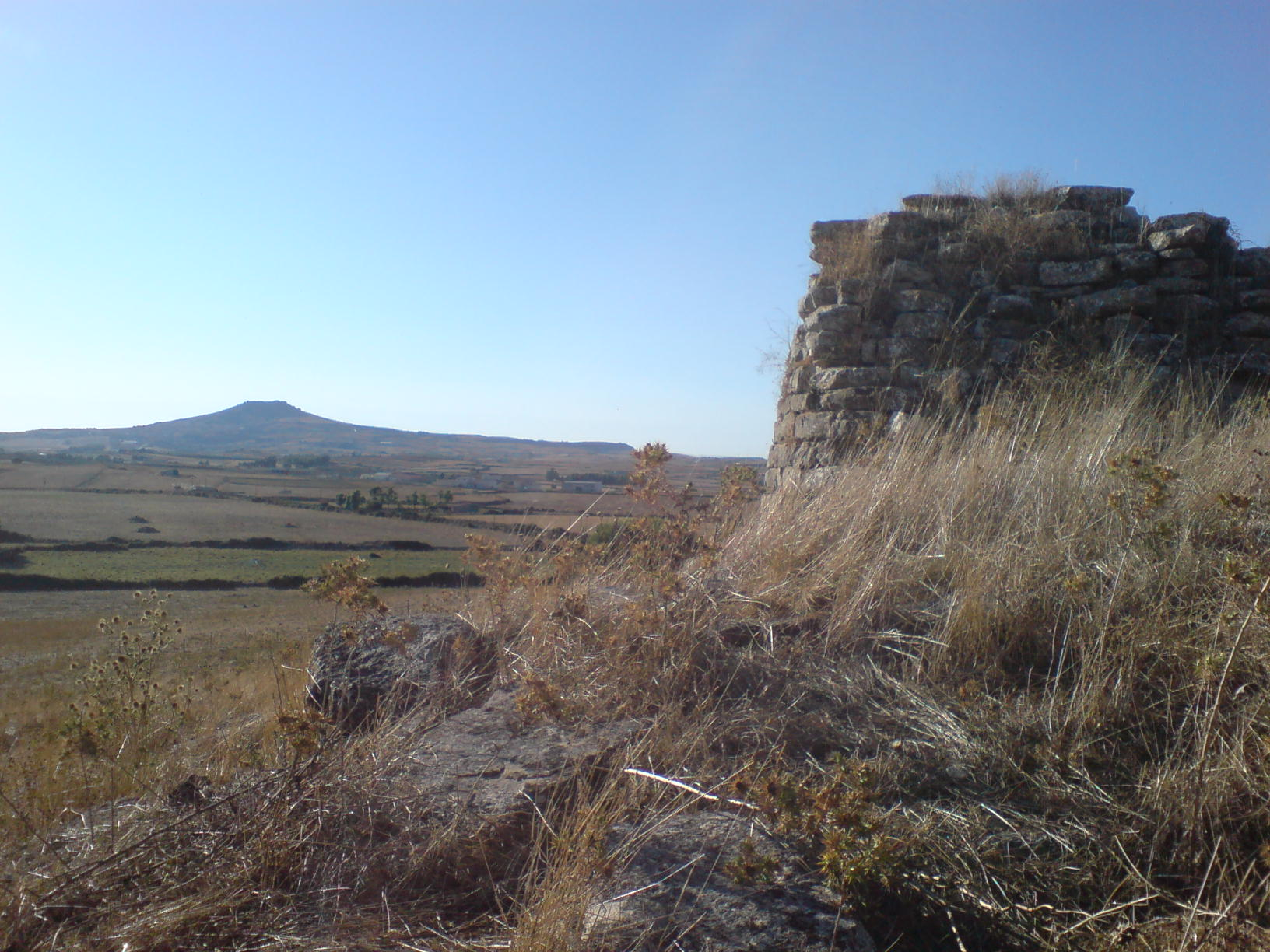
Nuraghe Santu Millanu
Il nuraghe Santu Millanu è tuttora una presenza caratterizzante il paesaggio della campagna nuraghese, è situato nella zona di Coni, in un'area ricca di emergenze archeologiche. Deve il suo nome alla chiesetta che fino alla metà del XIX secolo era situata a pochi metri, intitolata appunto a santu Millanu (san Gemiliano). Per le dimensioni e per lo stato di conservazione è senza dubbio il nuraghe più importante che si può trovare nelle campagne di Nuragus.
Il nuraghe consta di una torre centrale (che conserva un buon elevato) e di un rifascio retto-curvilineo con quattro torri angolari, tutte ancora individuabili sul terreno. Attorno, ma principalmente lungo il lato meridionale, sono visibili tracce del villaggio di capanne nuragiche con sovrapposizione di ambienti di epoca romana. Molti materiali archeologici mobili risalgono infatti proprio a quest'ultima.
Nuraghe Valenza
Il nuraghe Valenza è uno dei pochi esempi di pentalobato individuati dagli studiosi, certo l'area è stata intensamente abitata dall'epoca nuragica a quella punica e romana, come i reperti archeologici abbondantissimi stanno a testimoniare.
Pozzo sacro di Coni
Monumento nuragico a carattere religioso di notevole importanza è il pozzo sacro di Coni, posto nell'ideale triangolo formato dai nuraghi Valenza e Santu Millanu. È un pozzo di piccole dimensioni, ma di fattura raffinata nel taglio e nella posa dei blocchi basaltici ben squadrati che formano la tholos e i gradini. Al suo interno fu ritrovata una statuetta bronzea di figura femminile con gonna svasata, nota come "Matriarca in preghiera". All'esterno il lastricato reca evidenti tracce di restauri e integrazioni antiche.
Si riporta un passo della descrizione che Antonio Taramelli fece su questo monumento:
"Anche alla fonte di Coni, dove sgorgava un tenue filo di acqua limpida, non priva forse di qualità o di attributi salutiferi, accorreva devotamente la gente del piano valentino, degli attigui altipiani, accolta all'ombra della bella mole nuragica di Santu Millanu.
Anche qui il sacerdote o la sacerdotessa, scendendo dalla stretta scaletta alla penombra misteriosa del pozzo, attingeva il liquido elemento, prezioso nel suo valore nutritivo e fecondatore, ma ancora più prezioso, come lo attestava la squisitezza del lavoro architettonico, per un valore soprannaturale, ad esso attribuito dalla mente dell'antico popolo, ancora immerso nell'immaginosa esplicazione delle forze e dei misteri della vita. Anche qui a questa fonte, sgorgante dalle viscere della terra ed investita, nella fantasia dei primitivi abitatori, di virtù emananti da potenze sotterranee soprannaturali, si saranno forse compiute quelle cerimonie di giudizi con la prova dell'acqua che, secondo l'attestazione degli scrittori di età romana, erano gli infallibili e sovrumani detentori di controversie supreme che in altro modo non potevano essere risolte."
Tomba megalitica di Aìodda

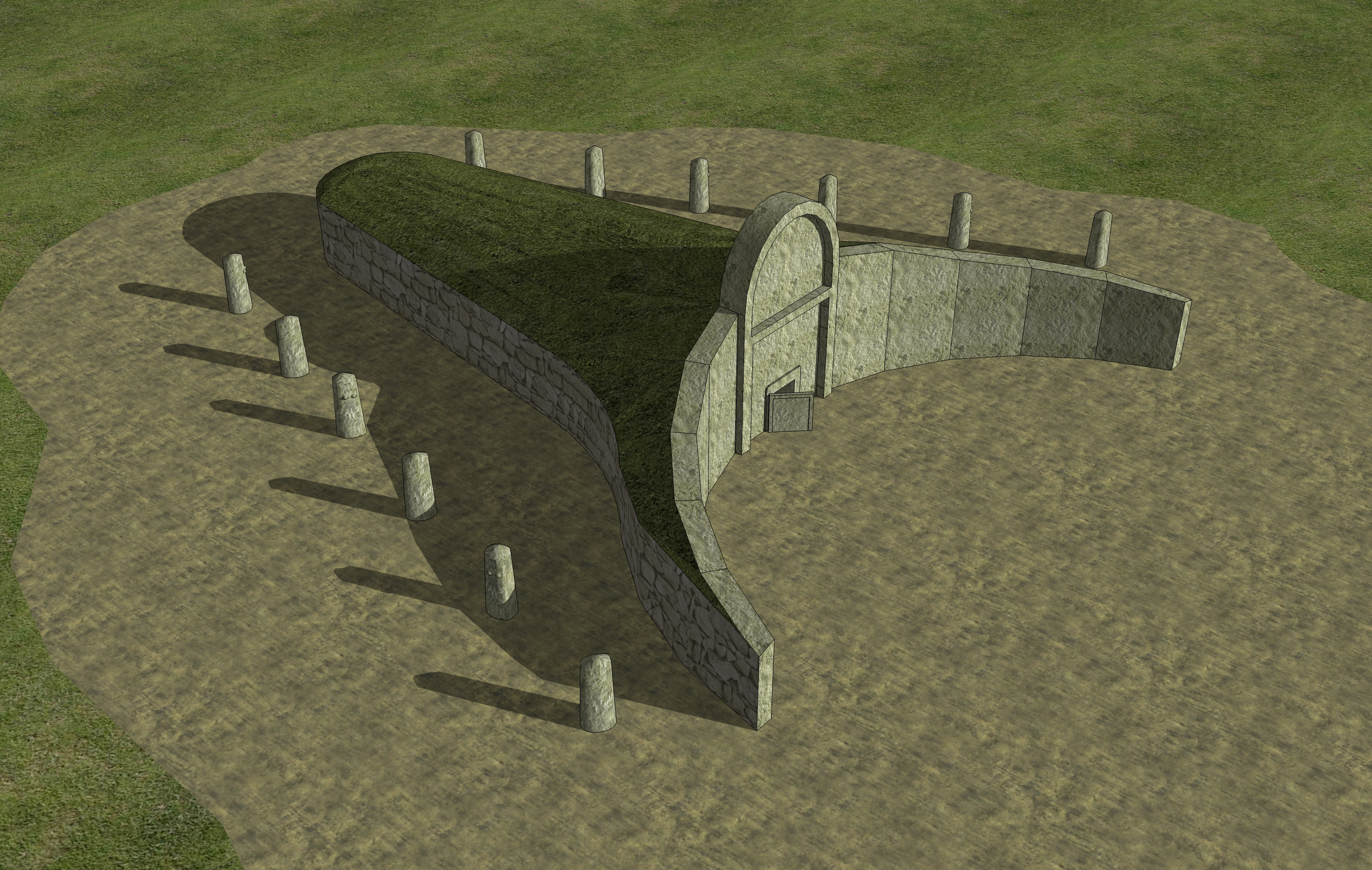
Ricostruzione 3D della tomba di Aìodda

La tomba dei giganti di Aiòdda si trova sulla parte occidentale dell'altopiano calcareo di Pranu is Ciaexìus e giace per l'80% in agro di Nuragus e il restante 20% in agro di Nurallao; è stata gravemente danneggiata durante lavori agricoli dalle ruspe. La tomba presenta il classico schema a protome taurina, con l'esedra semicircolare a lastroni in calcare, e i resti di una larga stele spezzata trasversalmente alla base, forata da un portello d'ingresso rettangolare. La camera si trova su un piano infossato, e in origine era delimitata all'esterno da tumulo. All'interno sono stati rinvenuti avanzi scheletrici scomposti di circa venti corpi, frammenti ceramici con anse a gomito di tipo Bonnanaro, spilloni metallici di rame o bronzo, del tipo usato dalla Cultura Campaniforme del Bronzo Antico, e alcuni tronconi in calcare di stele figurate, a lastroni ogívali incisi o in bassorilievo, simili ai motivi simbolici delle statue menhir o statue stele di Laconi, coi capovolti a candelabro, e i pugnali a lame triangolari, doppi o semplici. Alcune di queste statue stele sono ancora posizionate nei paramenti murari della tomba megalitica, altre si trovano per terra, nei pressi del monumento.

## Società

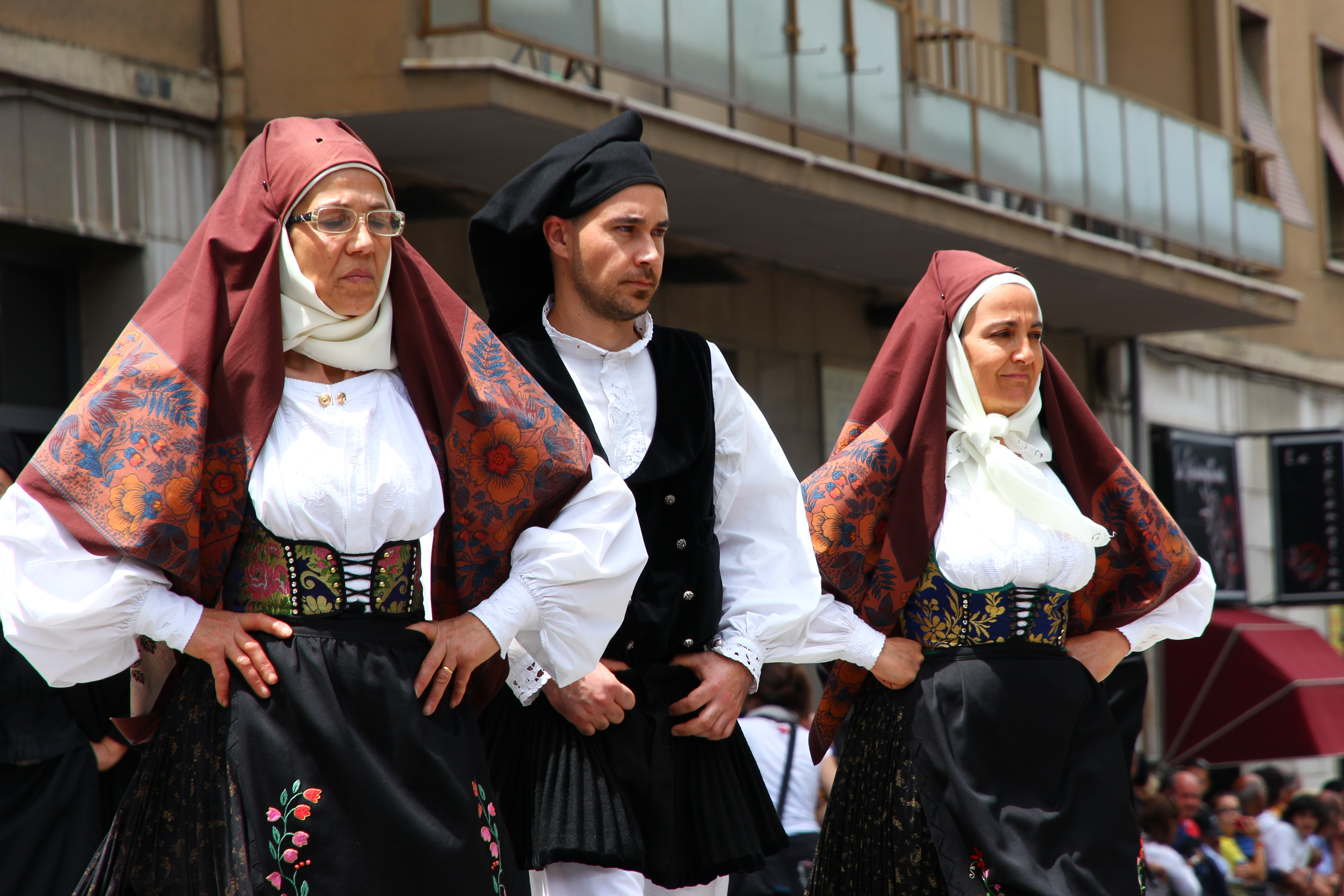
Costume tradizionale di Nuragus

### Evoluzione demografica
Abitanti censiti

### Tradizioni e folclore
Gennaio
- Festa di san Sebastiano

Maggio
- Festa sant'Isidoro.

Luglio
- 5-6-7 luglio Festa sant'Elia Profeta.
- 21-22 luglio Festa santa Maria Maddalena.

### Lingue e dialetti
La variante di sardo parlata a Nuragus è il campidanese occidentale.

## Cultura

### Eventi
Maggio
- Sagra "de is Tallarinus"

Agosto
- Totus Impari - Manifestazione per gli emigrati.

Settembre
- Rassegna eno-gastronomica "Il Nuragus a Nuragus" .

Novembre
- Commemorazione IV novembre
- Festa dell'albero.

Dicembre
- Mercatini di Natale

## Economia
Nuragus è nota per essere il luogo d'origine dell'omonimo vitigno, un tempo coltivato in quantità ed esportato soprattutto nel Campidano a seguito delle pesti che distrussero le produzioni viticole e da qui ebbe origine il nome del vitigno, che fino ad allora era conosciuto come "Axina burda", molto resistente e prolifico. A Nuragus si contano circa 40 aziende ovine.